# برج مايبانك (كوالالمبور)
برج مايبانك (بالملايوية: Menara Maybank) هو ناطحة سحاب ومعلم رئيسي في كوالالمبور عاصمة ماليزيا. المبنى هو المقر الرئيسي لمصرف مايبانك الماليزي. يبلغ طوله 243 متراً (799 قدماً). بدأ بناؤه في 1984 وانتهى في 1987. كان البرج الأطول في كوالالمبور وفي ماليزيا بشكل عام قبل أن يتم بناء برجا بتروناس التوأم.